# Trận Hy Lạp
Trận Hy Lạp (hay còn gọi là Chiến dịch Marita, tiếng Đức: Unternehmen Marita) là tên thường gọi cuộc tiến công chinh phục Hy Lạp của nước Đức Quốc xã vào tháng 4 năm 1941. Phía Hy Lạp được hỗ trợ bởi những lực lượng thuộc Khối Thịnh vượng chung Anh, còn Đức có các đồng minh trong phe Trục là Ý và Bulgaria đóng vai trò thứ yếu. Trận Hy Lạp thường được phân biệt với cuộc Chiến tranh Hy Lạp-Ý diễn ra tại tây bắc Hy Lạp và nam Albania từ năm 1940, cũng như với trận Crete sau đó vào cuối tháng 5. Các hoạt động quân sự này cùng với Cuộc xâm lược Nam Tư được gộp chung thành Chiến dịch Balkan trong Chiến tranh thế giới thứ hai.
Chiến dịch Balkan mở màn với cuộc xâm lược Hy Lạp do nước Ý bắt đầu tiến hành từ ngày 28 tháng 10 năm 1940. Trong vòng vài tuần lễ, người Ý đã bị đẩy lui ra khỏi lãnh thổ Hy Lạp và quân đội Hy Lạp chiếm được phần lớn miền nam Albania. Tháng 3 năm 1941, một cuộc phản công lớn của Ý bị thất bại, và Đức Quốc xã buộc phải đến trợ giúp cho đồng minh của mình. Chiến dịch Marita bắt đầu ngày 6 tháng 4 năm 1941, quân đội Đức tiến công qua lãnh thổ Bulgaria nhằm đánh kẹp vào sườn phía nam của Hy Lạp. Các lực lượng hỗn hợp của Hy Lạp và Khối Thịnh vượng chung Anh đã chống trả rất ngoan cường, nhưng do bị áp đảo quá nhiều về quân số và hỏa lực nên cuối cùng tan vỡ. Athens thất thủ ngày 27 tháng 4, nhưng người Anh đã xoay xở sơ tán được khoảng 50.000 quân.[a] Chiến dịch tại Hy Lạp kết thúc bằng chiến thắng tuyệt đối và chóng vánh của Đức khi thành phố Kalamata trên bán đảo Peloponnesus thất thủ, tổng cộng chỉ trong vòng 24 ngày. Cuộc chinh phục Hy Lạp được hoàn thành với việc chiếm đóng đảo Crete một tháng sau đó. Hy Lạp sau đó bị các nước phe Trục chiếm đóng cho đến tháng 10 năm 1944.
Một số sử gia coi chiến dịch của Đức tại Hy Lạp đóng vai trò then chốt trong việc định đoạt tiến trình của Chiến tranh thế giới thứ hai, khẳng định rằng nó đã gây ra sự trì hoãn chết người cho cuộc tấn công Liên Xô của phe Trục. Số khác lại cho rằng chiến dịch này không ảnh hưởng đến việc triển khai chiến dịch Barbarossa mà là điều kiện mùa mưa tại Ukraina đã làm hoãn các hoạt động của phe Trục. Có những sử gia tin rằng việc người Anh can thiệp tại Hy Lạp là một động thái vô vọng, một "quyết định chính trị cảm tính" hay thậm chí là một sự "ngớ ngẩn rõ rệt về chiến lược". Cũng có giả thuyết cho rằng chiến lược của Anh là tạo ra một rào cản tại Hy Lạp nhằm bảo vệ Thổ Nhĩ Kỳ, quốc gia trung lập duy nhất nằm giữa khối Trục tại Balkan và khu vực nhiều dầu mỏ Trung Đông.

## Mở màn

### Chiến tranh Hy Lạp-Ý
| “                                         | Hitler luôn đặt tôi vào cảnh sự đã rồi. Lần này tôi sẽ đáp trả ông ta tương tự. Ông ta sẽ được biết qua báo chí rằng tôi đã chiếm được Hy Lạp. | ” |
| — Benito Mussolini, nói với Bá tước Ciano | |   |

Khi Chiến tranh thế giới thứ hai bùng nổ, thủ tướng Hy Lạp Ioannis Metaxas đã tìm cách cho đất nước mình duy trì vị thế trung lập. Tuy nhiên, Hy Lạp ngày càng phải chịu nhiều áp lực từ phía Ý, đỉnh điểm là vụ tàu ngầm Delfino của Ý phóng thủy lôi đánh chìm tuần dương hạm Elli của Hy Lạp ngày 15 tháng 8 năm 1940. Lãnh tụ Ý Benito Mussolini bực bội trước việc nhà lãnh đạo Đức Quốc xã Adolf Hitler không trao đổi với mình về chính sách chiến tranh và muốn được độc lập hành động.[b] Mussolini hy vọng giành được một thành quả quân sự ngang với những chiến thắng của Đức bằng cuộc tấn công thắng lợi vào Hy Lạp, một quốc gia mà ông ta cho là đối thủ dễ hạ. Ngày 15 tháng 10 năm 1940, Mussolini cùng các cố vấn thân cận đã hoàn thiện quyết định xâm chiếm Hy Lạp.[c] Trong những giờ đầu tiên của ngày 28 tháng 10, đại sứ Ý Emmanuel Grazzi đã trao cho Metaxas một bản tối hậu thư có thời hạn ba tiếng đồng hồ, trong đó yêu cầu cho nước Ý tự do chuyển quân đến chiếm đóng một số "vị trí chiến lược" chưa xác định bên trong lãnh thổ Hy Lạp. Metaxas đã bác bỏ tối hậu thư (nhân đúng dịp kỷ niệm ngày quốc lễ Ohi của Hy Lạp), nhưng trước cả khi tối hậu thư này hết hạn, quân đội Ý đã tấn công vào Hy Lạp qua lãnh thổ Albania.[d] Mũi tấn công chính của Ý nhằm vào Epirus không tiến được bao xa. Trên đường tiến quân nhằm băng qua sông Kalamas, quân Ý đã bị chặn đứng trong trận Elaia-Kalamas. Trong vòng ba tuần lễ, Hy Lạp đã triển khai một cuộc phản công thắng lợi. Một số thị trấn miền Nam Albania rơi vào tay quân Hy Lạp, và những nỗ lực của người Ý trong việc thay đổi tư lệnh chỉ huy cũng như tăng cường đáng kể quân tiếp viện đều không đem lại hiệu quả.
Sau nhiều tuần chiến sự bế tắc trong mùa đông, người Ý lại mở một cuộc phản công quy mô lớn do đích thân Mussolini giám sát tại trung tâm mặt trận vào ngày 9 tháng 3 năm 1941, nhưng mặc dù có được ưu thế tuyệt đối, các lực lượng vũ trang Ý vẫn thất bại. Một tuần lễ giao chiến với con số thương vong 12.000 người đã khiến Mussolini phải hủy bỏ cuộc phản công, và ông ta rời khỏi Albania 12 ngày sau đó. Những nhà phân tích hiện đại tin rằng chiến dịch này của Ý bị thất bại do từ lúc đầu, Mussolini và các tướng lĩnh chỉ cung cấp cho nó những nguồn lực quân sự yếu kém (một đội quân viễn chinh 55.000 người), không tính đến thời tiết mùa thu và triển khai tấn công mà không có cả lợi thế bất ngờ lẫn sự giúp đỡ từ phía Bulgaria. Ngay cả những điều thận trọng căn bản, như vấn đề trang phục mùa đông cũng bị bỏ qua. Mussolini cũng không xét đến những khuyến nghị của Ủy ban Sản xuất Chiến tranh Ý, cảnh báo rằng nước Ý vẫn chưa thể chịu đựng được một năm chiến tranh liên tục cho đến năm 1949.
Trong thời gian 6 tháng chiến tranh với Ý, quân đội Hy Lạp đã giành được ưu thế cục bộ với việc loại bỏ khúc lồi của đối phương. Tuy nhiên, họ không có một nền công nghiệp vũ khí vững mạnh, nguồn tiếp tế cả về trang bị và đạn dược đều ngày càng phụ thuộc vào số hàng do người Anh bắt được trong cuộc rút lui của quân Ý tại Bắc Phi. Để cung cấp cho mặt trận Albania, bộ tư lệnh Hy Lạp đã buộc phải rút quân khỏi Đông Macedonia và Tây Thrace. Nguy cơ về một cuộc tấn công sắp tới của Đức đòi hỏi cần phải đảo ngược lại các vị trí; khi mà các lực lượng sẵn có của Hy Lạp cho thấy họ không thể duy trì chiến đấu trên cả hai mặt trận. Bộ tư lệnh Hy Lạp đã quyết định tăng cường cho chiến thắng tại Albania, mà không xét đến tình hình phát triển trước khả năng quân Đức sẽ tấn công từ hướng biên giới Bulgaria.
|                                                                  |                                                                            |                                                                    |
| Cuộc tấn công đầu tiên của Ý 28 tháng 10 – 13 tháng 11 năm 1940. | Chiến dịch phản công của Hy Lạp 14 tháng 11 năm 1940 – 8 tháng 3 năm 1941. | Chiến dịch tấn công thứ hai của Ý 9 tháng 3 – 23 tháng 4 năm 1941. |

### Anh trợ giúp Hy Lạp và quyết định tấn công của Hitler
Trích lá thư Adolf Hitler gửi cho Mussolini ngày 20 tháng 11 năm 1940
Nước Anh buộc phải giúp đỡ Hy Lạp theo Tuyên bố 1939, trong đó nói rằng vào trường hợp nền độc lập của Hy Lạp hoặc Romania bị đe dọa thì "Chính phủ của Hoàng Thượng sẽ đồng thời thấy bị ràng buộc với việc cho chính phủ Hy Lạp hoặc Romania... mọi sự hỗ trợ trong khả năng." Nỗ lực đầu tiên của người Anh là cho triển khai các phi đội Không quân Hoàng gia Anh (RAF) do John D'Albiac chỉ huy, tới nơi trong tháng 11 năm 1940. Với sự đồng ý của chính phủ Hy Lạp, các lực lượng Anh được phái đến Crete vào ngày 31 tháng 10 để phòng giữ vịnh Souda, giúp cho Hy Lạp có thể tái triển khai Sư đoàn Crete số 5 về đất liền.
Hitler đã can thiệp ngày 4 tháng 11 năm 1940, bốn ngày sau khi người Anh chiếm đóng Crete và Lemnos. Führer đã ra lệnh cho Bộ Tham mưu Lục quân của mình chuẩn bị cho một cuộc tấn công miền Bắc Hy Lạp qua lãnh thổ România và Bulgaria. Các kế hoạch của ông cho chiến dịch này được hợp nhất trong một kế hoạch tổng thể nhằm tước đoạt các căn cứ của Anh tại Địa Trung Hải. Ngày 12 tháng 11, Bộ tư lệnh Tối cao các Lực lượng Vũ trang Đức ban hành Chỉ thị số 18, trong đó dự định tiến hành một loạt các chiến dịch đồng thời tại Gibraltar và Hy Lạp trong tháng 1 sắp tới. Tuy nhiên, vào tháng 12 năm 1940, tham vọng của Đức tại Địa Trung Hải đã phải sửa đổi lại đáng kể khi Đại tướng Tây Ban Nha Francisco Franco bác bỏ kế hoạch tấn công Gibraltar. Do đó, cuộc tấn công của Đức tại Nam Âu bị thu hẹp lại trong chiến dịch tiến đánh Hy Lạp. Bộ tư lệnh Tối cao các Lực lượng Vũ trang lại ban hành Chỉ thị số 20 ngày 13 tháng 12 năm 1940. Văn bản này vạch ra chiến dịch Hy Lạp với mật danh "Chiến dịch Marita", và lên kế hoạch cho Đức chiếm đóng vùng bờ biển phía bắc Biển Aegea cho đến tháng 3 năm 1941. Nó cũng đưa ra kế hoạch chiếm đóng toàn bộ lãnh thổ đất liền Hy Lạp nếu cần thiết. Trong một cuộc họp khẩn của bộ tham mưu của Hitler sau cuộc đảo chính bất ngờ lật đổ chính phủ Vương quốc Nam Tư ngày 27 tháng 3, các mệnh lệnh cho chiến dịch trong tương lai tại Nam Tư được thảo ra, cùng với những thay đổi trong kế hoạch tấn công Hy Lạp. Ngày 6 tháng 4, cả Hy Lạp và Nam Tư đã cùng bị tấn công một lúc.
Hitler nói với các tổng tư lệnh của mình

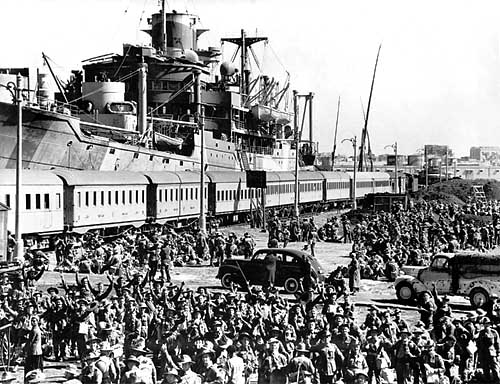
Binh lính Úc tại Alexandria, Ai Cập xuống tàu đi Hy Lạp (Đài tưởng niệm Chiến tranh Úc, Canberra).

Ngày 17 tháng 11 năm 1940, Metaxas đề nghị chính phủ Anh cam kết về một cuộc tấn công phối hợp tại Balkan với cơ sở là các chiến lũy của Hy Lạp tại nam Albania. Người Anh chỉ miễn cưỡng thảo luận về đề xuất của Metaxas, vì việc triển khai những lực lượng cần thiết cho việc thực hiện kế hoạch của Hy Lạp sẽ gây nguy hiểm nghiêm trọng cho các chiến dịch quân sự của Khối Thịnh vượng chung tại Bắc Phi. Trong cuộc họp giữa các nhà lãnh đạo quân sự và chính trị Anh và Hy Lạp tại Athens ngày 13 tháng 1 năm 1941, Đại tướng Alexandros Papagos—tổng tư lệnh Lục quân Hy Lạp—đã yêu cầu Anh 9 sư đoàn trang bị đầy đủ và lực lượng không quân yểm trợ tương xứng. Người Anh đáp lại rằng do chiến sự tại Bắc Phi nên toàn bộ những gì họ có thể cung cấp là phái đi ngay lập tức một lực lượng tượng trưng nhỏ hơn cấp sư đoàn. Đề nghị này bị Hy Lạp bác bỏ vì họ e ngại rằng sự xuất hiện của một đạo quân như vậy chỉ thúc đẩy nhanh hơn cuộc tấn công của Đức chứ không đem lại sự giúp đỡ lớn lao gì.[e] Hy Lạp sẽ yêu cầu sự trợ giúp của người Anh chỉ khi nào quân Đức vượt sông Danube từ Romania tiến vào lãnh thổ Bulgaria.

### Lực lượng viễn chinh Anh
Winston Churchill
Churchill có tham vọng tái lập một mặt trận Balkan bao gồm Nam Tư, Hy Lạp, Thổ Nhĩ Kỳ, như trong Chiến tranh thế giới thứ nhất và đã chỉ thị cho Anthony Eden cùng Sir John Dill nối lại đàm phán với chính phủ Hy Lạp. Một cuộc họp đã được tổ chức tại Athens ngày 22 tháng 2 năm 1941, có Eden và giới lãnh đạo Hy Lạp tham dự, bao gồm quốc vương George II, Thủ tướng Alexandros Koryzis — người kế nhiệm Metaxas đã chết vào ngày 29 tháng 1 — và Papagos. Tại đó, quyết định điều động một lực lượng viễn chinh của Khối Thịnh vượng chung Anh đã được đưa ra. Quân Đức lúc này đang tập trung tại Romania và ngày 1 tháng 3 năm 1941, các lực lượng Wehrmacht bắt đầu tiến vào Bulgaria. Cùng lúc đó, Lục quân Bulgaria được động viên và tập trung tại các vị trí dọc biên giới với Hy Lạp.
Ngày 2 tháng 3, Chiến dịch Lustre — chiến dịch vận chuyển quân lính và trang bị đến Hy Lạp — bắt đầu và 26 tàu chở lính đã tới cảng Piraeus. Ngày 3 tháng 4, trong một cuộc họp của các đại diện quân sự Anh, Nam Tư, và Hy Lạp, phía Nam Tư hứa sẽ phong tỏa thung lũng Strymon trong trường hợp quân Đức tấn công qua lãnh thổ của họ. Trong cuộc họp này, Papagos đã nhấn mạnh tầm quan trọng của một chiến dịch tấn công phối hợp của Hy Lạp-Nam Tư chống lại Ý, ngay khi Đức phát động tấn công hai quốc gia.[f] Cho đến ngày 24 tháng 4, hơn 62.000 quân Khối Thịnh vượng chung (Anh, Úc, New Zealand, Palestin và Síp) đã được điều tới Hy Lạp, bao gồm Sư đoàn Úc số 6, Sư đoàn New Zealand số 2, và Lữ đoàn Thiết giáp số 1 Anh. Ba đội hình này sau đó hợp thành một lực lượng 'W', dưới quyền viên tư lệnh, trung tướng Sir Henry Maitland Wilson.[g] Viên thiếu tướng không quân Sir John D'Albiac chỉ huy các lực lượng không quân của Anh tại Hy Lạp.

## Sự chuẩn bị về quân sự

### Địa hình
Để tiến vào miền bắc Hy Lạp, lục quân Đức buộc phải vượt qua dãy núi Rhodope với vài thung lũng sông và đèo có thể cho nhiều đơn vị quân sự lớn trú đóng và hành quân. Có hai đường tấn công, một nằm tại tây Kyustendil, một nằm dọc theo biên giới Nam Tư-Bulgaria, qua đường thung lũng Strymon về phía nam. Các công sự phòng thủ biên giới của Hy Lạp dựa theo địa hình, và một hệ thống phòng thủ rất mạnh bao phủ các con đường bộ hiện có. Các con sông Struma và Nestos chảy ngang qua dãy núi dọc theo biên giới Hy Lạp-Bulgaria, cả hai thung lũng sông này đều có các công sự vững chắc bảo vệ, là một phần của phòng tuyến Metaxas. Hệ thống công sự bê tông ngầm và công sự đồng bằng này được xây dựng dọc theo biên giới Bulgaria vào cuối thập niên 1930, dựa trên những nguyên tắc tương tự như phòng tuyến Maginot của Pháp. Sức mạnh của nó chủ yếu nằm ở chỗ vùng địa hình trung gian không thể tiếp cận dẫn đến các vị trí phòng thủ.

### Các nhân tố chiến lược

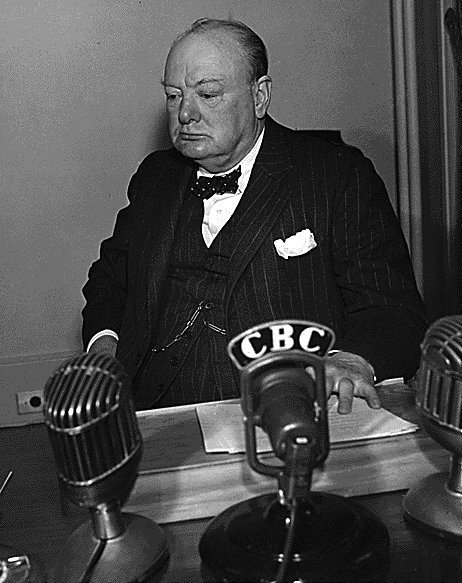
Winston Churchill tin rằng việc thực hiện mọi biện pháp có thể nhằm hỗ trợ cho Hy Lạp là tối quan trọng đối với Anh Quốc. Ngày 8 tháng 1 năm 1941, ông tuyên bố rằng "không có con đường nào khác mở ra cho chúng ta ngoại trừ việc đảm bảo dốc hết sức mình để giúp đỡ Hy Lạp, những người đã tỏ ra rất xứng đáng với điều đó."

Địa hình đồi núi của Hy Lạp có lợi cho một chiến lược phòng thủ, và các dãy núi cao Rhodope, Epirus, Pindus, và Olympus đem lại nhiều cơ hội ngăn chặn quân địch. Tuy nhiên, cần có lực lượng không quân tương xứng để giúp bảo vệ cho các lực lượng phòng thủ trên bộ không bị mắc kẹt trong các hẻm núi. Mặc dù quân đội đối phương tấn công từ Albania đã bị chặn đứng chỉ bằng một số quân tương đối nhỏ đóng tại dãy núi cao Pindus, nhưng miền đông bắc của đất nước thì lại khó có thể chống lại được một cuộc tấn công từ hướng bắc.
Sau một hội nghị tại Athens vào tháng 3, bộ tư lệnh Anh tin rằng họ sẽ phối hợp với quân đội Hy Lạp để chiếm đóng tuyến Haliacmon — một trận tuyến ngắn quay về hướng đông bắc dọc theo dãy núi Vermion và hạ lưu sông Haliacmon. Papagos đã mong đợi khẳng định từ chính phủ Nam Tư, và sau đó đề xuất phòng giữ phòng tuyến Metaxas — cho đến lúc đó vẫn là một biểu tượng an ninh quốc gia trong mắt dân chúng Hy Lạp — mà không rút bất cứ sư đoàn nào từ Albania về. Ông lập luận rằng nếu làm như vậy sẽ bị xem như nhường chiến thắng cho người Ý. Bến cảng quan trọng về chiến lược Thessaloniki thực tế không hề được bảo vệ, và việc vẫn chuyển quân Anh đến thành phố này trở nên rất nguy hiểm. Papagos đặt ra mục tiêu phải tận dụng địa hình hiểm trở của khu vực và chuẩn bị các công sự, đồng thời bảo vệ cả Thessaloniki.
Tướng Dill đã mô tả quan điểm của Papagos là "khó tính và thất bại chủ nghĩa", và phân tích rằng kế hoạch của ông ta bỏ qua một thực tế là quân đội vào pháo binh Hy Lạp chỉ có khả năng phòng giữ bề ngoài. Người Anh tin là sự kình địch giữa Hy Lạp với Bulgaria — phòng tuyến Metaxas được thiết kế đặc biệt để sử dụng cho trường hợp chiến tranh với Bulgaria — cũng như mối quan hệ truyền thống tốt đẹp của họ với Nam Tư đã khiến cho khu vực biên giới tây bắc hầu như không hề được phòng thủ. Mặc dù có quan tâm đến lỗ hổng của hệ thống biên phòng, và nhận thức được khả năng sụp đổ một khi quân Đức tiến đến từ các con sông Struma và Axios, nhưng cuối cùng người Anh vẫn phải nhượng bộ bộ tư lệnh Hy Lạp. Ngày 4 tháng 3, Dill chấp nhận kế hoạch về phòng tuyến Metaxas, và đến ngày 7 tháng 3, thỏa thuận được Nội các Anh phê chuẩn. Quyền chỉ huy chung vẫn thuộc về Papagos, các bộ chỉ huy Hy Lạp và Anh đồng ý tiến hành một cuộc chiến nhằm cầm chân đối phương ở miền đông bắc đất nước. Tuy nhiên, người Anh đã không chuyển quân, do tướng Wilson cho rằng chúng quá yếu để có thể duy trì một trận tuyến rộng như vậy. Thay vào đó, ông ta chiếm giữ một vị trí cách Axios 64 km về phía tây, qua tuyến Haliacmon. Vị trí này được thiết lập nhằm hai mục tiêu chính: duy trì liên lạc với quân đội Hy Lạp tại Albania, và ngăn cản quân Đức tiếp cận miền Trung Hy Lạp. Điều này có lợi ở chỗ đòi hỏi ít quân hơn các lựa chọn khác, trong khi vẫn có nhiều thời gian để chuẩn bị. Tuy nhiên, nó cũng có nghĩa là từ bỏ gần toàn bộ miền Bắc Hy Lạp, và như vậy người Hy Lạp không thể chấp nhận được cả về chính trị và tâm lý. Hơn nữa, sườn trái của phòng tuyến này rất dễ bị quân Đức bọc đánh nếu họ tiến qua lối Monastir tại Nam Tư. Dù vậy, khả năng về sự tan vỡ nhanh chóng của quân đội Nam Tư và việc quân Đức tiến vào sau lưng vị trí Vermion đã không được tính đến.
Chiến lược của Đức dựa trên việc áp dụng học thuyết "chiến tranh chớp nhoáng" đã đem lại nhiều thắng lợi trong cuộc chiến tại Tây Âu, và khẳng định lại hiệu quả trong Cuộc xâm lược Nam Tư. Bộ tư lệnh Đức đã lên kế hoạch kết hợp một cuộc tấn công bằng bộ binh và xe tăng với yểm trợ của không quân, tạo nên một mũi tiến công nhanh vào sâu trong lãnh thổ đối phương. Một khi Thessaloniki đã bị chiếm, Athens và cảng Piraeus sẽ là những mục tiêu chính tiếp theo. Nếu Piraeus và Eo đất Corinth rơi vào tay Đức, cuộc rút lui và sơ tán của các lực lượng Anh và Hy Lạp sẽ phải chịu những tổn hại rất nghiêm trọng.

### Lực lượng hai bên

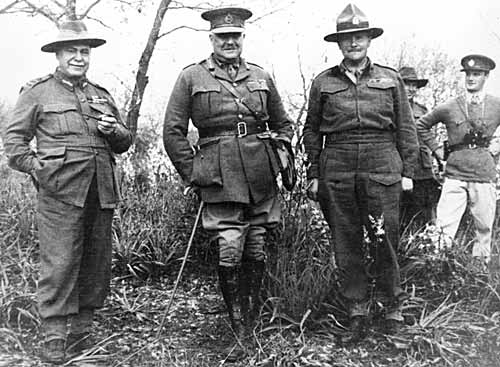
Trung tướng Sir Thomas Blamey, tư lệnh Quân đoàn I của Úc, Trung tướng Sir Henry Maitland Wilson, tổng chỉ huy lực lượng viễn chinh Khối Thịnh vượng chung (lực lượng 'W'), và thiếu tướng Bernard Freyberg, tư lệnh sư đoàn 2 New Zealand, năm 1941 tại Hy Lạp. (Đài tưởng niệm Chiến tranh Úc, Canberra)

Tập đoàn quân số 5 của Nam Tư được giao trách nhiệm phòng thủ đoạn biên giới phía nam nằm giữa Kriva Palanka và biên giới Hy Lạp. Vào thời điểm quân Đức tấn công, quân Nam Tư vẫn chưa được trang bị đầy đủ, họ cũng thiếu lượng trang bị và vũ khí hiện đại để có thể chiến đấu hiệu quả. Sau khi các lực lượng Đức tiến vào Bulgaria, phần lớn quân đội Hy Lạp đã rút khỏi Tây Thrace. Cho đến lúc này, toàn bộ sức mạnh phòng thủ của Hy Lạp trên biên giới với Bulgaria tổng cộng lên đến khoảng 70.000 người (thường được gộp thành "Tập đoàn quân Hy Lạp số 2" trong các tài liệu Anh và Đức, mặc dù tập đoàn quân này thực tế không tồn tại). Lực lượng còn lại của Hy Lạp — 14 sư đoàn (hay bị gọi nhầm là "Tập đoàn quân Hy Lạp số 1" trong các tài liệu nước ngoài) — chiến đấu tại Albania.
Ngày 28 tháng 3, quân đội Hy Lạp tại Trung Macedonia — gồm các sư đoàn bộ binh 12 và 20 — được đặt dưới quyền chỉ huy của tướng Wilson, ông này đã thiết lập tổng hành dinh của mình tại tây bắc Larissa. Sư đoàn New Zealand đóng tại vị trí phía bắc núi Olympus, còn sư đoàn Úc phong tỏa thung lũng Haliacmon phía trên dãy Vermion. Không quân Hoàng gia Anh tiếp tục hoạt động từ các sân bay ở miền Trung và Nam Hy Lạp; tuy nhiên, có rất ít máy bay có thể chuyển đến mặt trận. Các lực lượng Anh hầu như đều được trang bị đầy đủ, nhưng trang bị của họ phù hợp với chiến trường sa mạc hơn là những con đường núi dốc của Hy Lạp. Đồng thời họ bị thiếu hụt xe tăng và súng phòng không, trong khi các tuyến liên lạc băng qua Địa Trung Hải đều rất nguy hiểm, do các đoàn tàu phải vượt qua gần những hòn đảo của đối phương trên biển Aegea; mặc dù Hải quân Hoàng gia Anh đang thống trị vùng biển này. Những vấn đề về hậu cần càng trở nên trầm trọng với tình trạng khả năng chuyên chở và sức chứa bị hạn chế của các cảng tại Hy Lạp.
Tập đoàn quân 12 của Đức — dưới quyền thống chế Wilhelm List — được giao nhiệm vụ tiến hành Chiến dịch Marita. Tập đoàn quân của ông bao gồm 6 đơn vị:
1. Cụm Thiết giáp số 1, dưới quyền chỉ huy của tướng Ewald von Kleist.
2. Quân đoàn Thiết giáp 40, do trung tướng Georg Stumme chỉ huy.
3. Quân đoàn Sơn chiến 18, do trung tướng Franz Böhme chỉ huy.
4. Quân đoàn Bộ binh 30, do trung tướng Otto Hartmann chỉ huy.
5. Quân đoàn Bộ binh 50, do trung tướng Georg Lindemann chỉ huy.
6. Sư đoàn Thiết giáp 16, triển khai tại biên giới Thổ Nhĩ Kỳ-Bulgaria để hỗ trợ cho quân đội Bulgaria trong trường hợp người Thổ tấn công.[58]

### Kế hoạch tấn công và tập hợp của Đức
Kế hoạch tấn công của Đức được xây dựng và chịu ảnh hưởng từ kinh nghiệm của các tập đoàn quân của họ trong Trận chiến nước Pháp. Chiến lược được áp dụng là tiến hành đánh lạc hướng bằng một chiến dịch tại Albania, qua đó tước đi lực lượng phòng thủ cần thiết của quân đội Hy Lạp tại biên giới với Nam Tư và Bulgaria. Bằng cách chèn một cái nêm thiết giáp qua những đoạn phòng tuyến yếu nhất, họ có thể dễ dàng thâm nhập lãnh thổ đối phương mà không cần quân thiết giáp vận động phía sau cuộc tiến quân của bộ binh. Một khi hệ thống phòng thủ ở nam Nam Tư bị quân thiết giáp Đức đánh tan, phòng tuyến Metaxas sẽ bị bọc đánh bằng các lực lượng cơ động cao tiến đến từ phía nam qua Nam Tư. Khi đó, cần phải sở hữu Monastir và thung lũng Axios dẫn đến Thessaloniki để thực hiện đòn tấn công bọc đánh đó.
Cuộc đảo chính tại Nam Tư đã dẫn đến thay đổi bất ngờ trong kế hoạch tấn công, khi Tập đoàn quân 12 sẽ phải đương đầu với một số vấn đề khó khăn. Theo chỉ thị số 25 ngày 28 tháng 3, Tập đoàn quân 12 phải tái tập hợp lại lực lượng thành một đơn vị đặc nhiệm cơ động để sẵn sàng tấn công qua Niš về phía Beograd. Do chỉ còn lại 9 ngày trước khi xuất trận, nên mỗi giờ đồng hồ đều trở nên quý giá đối với họ, khi từng hội đồng quân sự mới đều cần thời gian để huy động. Đến tối ngày 5 tháng 4, từng lực lượng tấn công dự kiến tiến vào cả nam Nam Tư và Hy Lạp đều đã được tập hợp.

## Cuộc tấn công của Đức

### Vượt qua Nam Nam Tư và tiến đến Thessaloniki
Sáng sớm ngày 6 tháng 4, các tập đoàn quân Đức đã tiến đánh Hy Lạp, trong khi không quân Đức Luftwaffe bắt đầu oanh kích dữ dội thủ đô Beograd của Nam Tư. Quân đoàn Thiết giáp 40 — được dự định huy động vào cuộc tấn công qua miền nam Nam Tư — bắt đầu cuộc tấn công của mình lúc 5h30. Họ đồng loạt tiến qua biên giới Bulgaria tại hai điểm riêng biệt. Đến tối ngày 8 tháng 4, sư đoàn bộ binh 73 của Đức đã chiếm Prilep, cắt đứt một tuyến đường sắt quan trọng nối giữa Beograd và Thessaloniki đồng thời chia cắt Nam Tư với các đồng minh của họ. Quân Đức giờ đã làm chủ khu vực địa hình có lợi cho các chiến dịch tấn công tiếp theo. Tối ngày 9 tháng 4, tướng Stumme triển khai lực lượng của mình tại bắc Monastir, để chuẩn bị mở rộng cuộc tấn công qua biên giới Hy Lạp về phía Florina. Vị trí này đe dọa bao vây quân Hy Lạp tại Albania và lực lượng W ở khu vực Florina, Edessa và Katerini. Trong khi để một phân đội yếu hơn phòng thủ sau lưng quân đoàn trước một đòn tấn công bất ngờ từ miền trung Nam Tư, các đơn vị thuộc Sư đoàn Thiết giáp số 9 đã tràn về phía tây để tập hợp với quân Ý tại biên giới Albania.
Sư đoàn Thiết giáp số 2 Đức (Quân đoàn Sơn chiến 18) đã tiến vào Nam Tư từ phía đông sáng ngày 6 tháng 4, và tiếp tục hành quân về phía tây qua thung lũng Struma. Họ không gặp nhiều kháng cự từ phía đối phương, nhưng bị ngăn cản bởi những hành động tiêu thổ, các bãi mìn và tình hình đường sá lầy lội. Dù vậy, sư đoàn này vẫn chiếm được mục tiêu cho ngày hôm đó là thị trấn Strumica. Ngày 7 tháng 4, một cuộc phản công của Nam Tư vào sườn phía bắc của sư đoàn này đã bị đánh lui, và hôm sau thì sư đoàn vượt qua dãy núi đánh tan sư đoàn bộ binh cơ giới số 19 của Hy Lạp đóng tại phía nam hồ Doiran. Mặc dù bị các con đường núi chật hẹp cản trở khá nhiều nhưng một đội quân thiết giáp tiên phong được điều đi theo hướng Thessaloniki đã tiến vào được thành phố trong sáng ngày 9 tháng 4. Cuộc chiếm đóng Thessaloniki không hề gặp phải kháng cự, và sau đó Cụm Tập đoàn quân Đông Macedonia của Hy Lạp đã ra đầu hàng, bắt đầu lúc 13h00 ngày 10 tháng 4.

### Phòng tuyến Metaxas
Phòng tuyến Metaxas do Cụm Tập đoàn quân Đông Macedonia phòng giữ, bao gồm các sư đoàn bộ binh số 7, 14 và 18, dưới quyền chỉ huy của trung tướng Konstantinos Bakopoulos. Phòng tuyến này chạy dài khoảng 170 km dọc sông Nestos ở phía đông, và dọc theo biên giới Bulgaria cho đến dãy núi Belasica gần biên giới Nam Tư. Các công sự được thiết kế để có thể đồn trú một đạo quân hơn 200.000 người, nhưng do thiếu nhân lực nên con số thực tế chỉ khoảng 70.000. Cũng do thiếu quân mà hệ thống phòng ngự bị trải mỏng ra rất nhiều.
Các cuộc tấn công ban đầu của Đức vào phòng tuyến này được thực hiện bởi một đơn vị bộ binh riêng lẻ được tăng cườnhg sư đoàn sơn chiến thuộc Quân đoàn Sơn chiến số 18. Các lực lượng đầu tiên đã gặp phải sức kháng cự dữ dội và chỉ thu được ít thành công. Một bản báo cáo của Đức vào cuối ngày đầu tiên mô tả Sư đoàn Sơn chiến số 5 Đức "bị đẩy lui tại đèo Rupel bất chấp sự yểm trợ mạnh nhất của không quân và chịu thượng vong lớn". Trong 24 pháo đài cấu tạo nên phòng tuyến Metaxas, chỉ có hai pháo đài bị thất thủ, và đó là sau khi chúng đã bị hủy diệt. Phần lớn các pháo đài — bao gồm Rupel, Echinos, Arpalouki, Paliouriones, Perithori, Karadag, Lisse và Istibey — đã kháng cự trong suốt ba ngày.
Phòng tuyến này cuối cùng đã bị chọc thủng sau ba ngày các pháo đài bị quân Đức bắn phá liên hồi bằng pháo binh và máy bay ném bom bổ nhào. Công trạng này chủ yếu nhờ Sư đoàn Sơn chiến số 6 Đức đã vượt qua dãy núi tuyết phủ cao 2.100 mét và đột phá một vị trí mà người Hy Lạp cho là không thể tiếp cận. Lực lượng này tiếp cận tuyến đường sắt dẫn đến Thessaloniki tối này 7 tháng 4. Một đơn vị khác thuộc Quân đoàn Sơn chiến số 18 cũng từng bước tiến quân trước những khó khăn to lớn. Sư đoàn số 5, cùng với Trung đoàn Bộ binh 125 tăng viện, đã chọc thủng tuyến phòng thủ sông Strymon ngày 7 tháng 4 và tấn công dọc theo cả hai bờ con sông này, phá hủy mọi boongke trên đường họ đi qua. Tuy nhiên, đơn vị này cũng phải chịu tổn thất nặng nề đến mức không thể tiếp tục hoạt động sau khi đã tiếp cận được vị trí mục tiêu. Sư đoàn bộ binh số 72 tiến từ Nevrokop qua địa hình đồi núi và dù phải chịu nhiều bất lợi do thiếu súc vật thồ, pháo binh hạng trung và trang bị cho vùng núi, nhưng cũng đã đột phá qua được phòng tuyến Metaxas tối ngày 9 tháng 4 khi tiến đến khu vực đông bắc thành phố Serres. Ngay cả sau khi tướng Bakopoulos đem phòng tuyến Metaxas ra đầu hàng, các pháo đài cô lập vẫn tiếp tục kháng cự trong nhiều ngày, và chỉ bị chiếm khi Đức dùng pháo binh hạng nặng tấn công. Một số binh lính biên phòng Hy Lạp vẫn tiếp tục chiến đấu chống cự, và một số người đã chạy thoát được bằng đường biển.

### Quân đội Hy Lạp tại Macedonia đầu hàng
Quân đoàn Bộ binh 30 (Đức) bên cánh trái đã tiến đến mục tiêu được phân công của mình tối ngày 8 tháng 4, khi Sư đoàn Bộ binh 164 chiếm được Xanthi. Sư đoàn Bộ binh 50 đã vượt qua Komotini tiến về sông Nestos, nơi mà cả hai sư đoàn này đều đến được trong ngày hôm sau. Ngày 9 tháng 4, các lực lượng Hy Lạp phòng giữ phòng tuyến Metaxas đầu hàng vô điều kiện sau khi sức kháng cự tại phía đông sông Axios tan rã. Ngày 9 tháng 4, khi đánh giá tình hình, thống chế Wilhelm List cho rằng nhờ cuộc tiến quân nhanh chóng của các đơn vị cơ động, Tập đoàn quân 12 của ông giờ đã có điều kiện thuận lợi để tiến vào miền trung Hy Lạp bằng cách phá vỡ lực lượng tập trung của đối phương bên kia sông Axios. Trên cơ sở đánh giá này, List đề nghị chuyển giao Sư đoàn Thiết giáp số 5 của Cụm Thiết giáp số 1 sang cho Quân đoàn Thiết giáp 40. Ông lập luận rằng nếu có sư đoàn này sẽ tăng cường sức tấn công của Đức qua lối Monastir. Để tiếp tục chiến dịch, ông đã thành lập hai cụm quân tấn công, cụm phía đông nằm dưới quyền bộ tư lệnh Quân đoàn Sơn chiến 18, cụm phía tây dưới quyền Quân đoàn Thiết giáp 40.

### Đột phá tới Kozani
Đến sáng ngày 10 tháng 4, Quân đoàn Thiết giáp 40 đã hoàn tất công cuộc chuẩn bị cho chiến dịch tấn công tiếp theo, và tiếp tục tiến theo hướng Kozani. Trái với dự đoán, lối đi qua Monastir đã bị bỏ ngỏ và người Đức đã tận dụng cơ hội này. Cuộc chạm trán đầu tiên với quân Đồng Minh diễn ra ở phía bắc Vevi lúc 11h00 ngày 10 tháng 4. Quân lính SS đã chiếm cứ Vevi trong ngày 11 tháng 4, nhưng đã bị chặn lại tại đèo Klidi sát phía nam thị trấn, tại đó một đội quân hỗn hợp Hy Lạp và Khối Thịnh vượng chung đã tập hợp lại với cái tên Lực lượng Mackay, theo lời Wilson đã nói: "... chặn đứng một đòn tấn công chớp nhoáng xuống thung lũng Florina." Trong ngày hôm sau, trung đoàn SS do thám các vị trí của đối phương và đến lúc hoàng hôn đã mở một đòn công kích trực diện lên đèo. Sau một cuộc chiến dữ dội, quân Đức áp đảo được đối phương và phá vỡ phòng tuyến. Đến sáng 14 tháng 4, mũi nhọn tiến công Sư đoàn Thiết giáp số 9 đã tiến đến Kozani.

### Đèo Olympus và đèo Servia
Wilson phải đối mặt với viễn cảnh bị quân Đức đánh kẹp lại từ phía Thessaloniki, cụ thể là bị bọc sườn bởi Quân đoàn Thiết giáp 40 Đức đang tiến xuống qua lối Monastir. Ngày 13 tháng 4, ông quyết định rút toàn bộ lực lượng Anh trở lại tuyến sông Haliacmon, rồi về con đèo hẹp tại Thermopylae. Ngày 14 tháng 4, Sư đoàn Thiết giáp số 9 thiết lập một đầu cầu vượt sông Haliacmon, nhưng mọi nỗ lực nhằm tiến xa hơn đều bị hỏa lực dữ dội của đối phương chặn đứng. Vị trí phòng thủ này có ba bộ phận chính: khu vực đường hầm Platamon nằm giữa núi Olympus và biển, đèo Olympus, và đèo Servia về phía đông nam. Bằng cách hướng cuộc tấn công của đối phương qua ba hẻm núi này, trận tuyến mới sẽ tăng cường sức mạnh phòng thủ cho lực lượng giới hạn hiện tại. Quân phòng thủ tại đèo Olympus và đèo Servia bao gồm các Lữ đoàn New Zealand 4 và 5, cùng Lữ đoàn Úc 16. Trong ba ngày tiếp theo, cuộc tiến quân của Sư đoàn Thiết giáp 9 đã bị đình trệ trước các vị trí kiên quyết cố thủ này.
Có một tòa lâu đài đổ nát án ngữ đỉnh núi giữa con đèo ven biển dẫn đến Platamon. Trong đêm 15 tháng 4, một tiểu đoàn mô tô Đức cùng một xe tăng yểm trợ đã tấn công đỉnh núi này, nhưng bị Tiểu đoàn New Zealand số 2 của đại tá Macky đẩy lùi, nhưng tiểu đoàn này cũng bị tổn thất nặng sau cuộc chiến. Sau đó, trong ngày, một trung đoàn thiết giáp Đức đã đến nơi và đánh vào hai bên sườn phía bờ biển và đất liền của tiểu đoàn New Zealand, nhưng họ vẫn giữ vững trận địa. Sau khi được tăng viện trong đêm 15-16, quân Đức đã tập hợp được một tiều đoàn xe tăng, một tiểu đoàn bộ binh và một tiểu đoàn mô tô. Lúc bình minh, bộ binh Đức tấn công đại đội cánh trái của New Zealand, còn xe tăng Đức tiến đánh dọc bờ biển vài giờ đồng hồ sau đó.

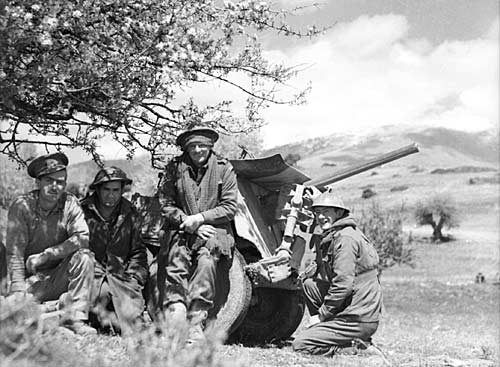
Các pháo thủ chống tăng Úc đang nghỉ ngơi sau khi rút lui khỏi khu vực Vevi.

Tiểu đoàn New Zealand phải rút lui qua sông Pineios; và cho đến buổi chiều thì họ đến được lối thoát ở phía tây là hẻm núi Pineios, và chỉ chịu thương vong không đáng kể. Macky được báo tin rằng tình hình "cần thiết phải chặn đối phương tại hẻm núi này cho đến ngày 19 tháng 4 kể cả cho có bị hủy diệt". Ông cho đánh chìm một sà lan làm cầu tại điểm cực tây hẻm núi khi người của mình qua hết và bắt đầu bố trí phòng ngự. Tiểu đoàn 21 được tăng viện tiểu đoàn bộ binh 2/2 Úc và hôm sau có thêm tiểu đoàn bộ binh 2/3, giờ đội quân này được gọi là "Lực lượng Allen" đặt theo tên lữ đoàn trưởng "Tubby" Allen. Các tiểu đoàn Bộ binh 2/5 và 2/11 Úc đã hành quân đến khu vực Elatia phía tây nam hẻm núi và được lệnh chống giữ lối thoát phía tây này có thể trong ba đến bốn ngày.
Ngày 16 tháng 4, tướng Wilson gặp tướng Papagos tại Lamia và thông báo cho ông ta quyết định rút lui về Thermopylae. Tướng Blamey giao trách nhiệm cho các tướng Mackay và Freyberg trong việc lui quân về Thermopylae. Mackay sẽ bảo vệ sườn của sư đoàn New Zealand về phía nam thành một tuyến đông-tây qua Larissa và kiểm soát cuộc rút lui qua Domokos đến Thermopylae của các lực lượng dưới quyền Savige và Zarkos, cuối cùng là lực lượng của Lee; Lữ đoàn Thiết giáp 1 Anh sẽ bảo vệ cuộc rút lui của lực lượng Savige về Larissa và sau đó là của sư đoàn 6 đang đến theo lệnh; Freyberg sẽ kiểm soát cuộc rút lui của Lực lượng Allen sẽ tiến cùng đường với sư đoàn New Zealand. Các lực lượng Khối Thịnh vượng chung Anh vẫn phải chịu các cuộc tấn công liên tục trong suốt qua trình rút lui.
Sáng ngày 18 tháng 4, cuộc chiến tại hẻm núi Pineios kết thúc khi bộ binh thiết giáp Đức vượt qua con sông bằng phao nổi và Sư đoàn Sơn chiến số 6 hoạt động quanh tiểu đoàn New Zealand - sau đó đã bị giải tán. Ngày 19 tháng 4, những binh lính đầu tiên của Quân đoàn Sơn chiến 18 tiến vào Larissa và chiếm giữ các sân bay, tại đó các kho đạn tiếp tế của Anh vẫn được để lại nguyên vẹn. Quân Đức còn thu giữ được 10 xe tải lương thực và nhiên liệu, giúp cho các đơn vị xung kích có thể tiếp tục tiến quân mà không cần ngừng nghỉ. Bến cảng Volos, nơi mà rất nhiều đơn vị lính Anh trở lại tàu trong mấy ngày cuối cùng, thất thủ ngày 21 tháng 4; tại đó quân Đức chiếm được một số lượng lớn dầu diesel và dầu thô cố giá trị.

### Cuộc rút lui và đầu hàng của Tập đoàn quân Epirus

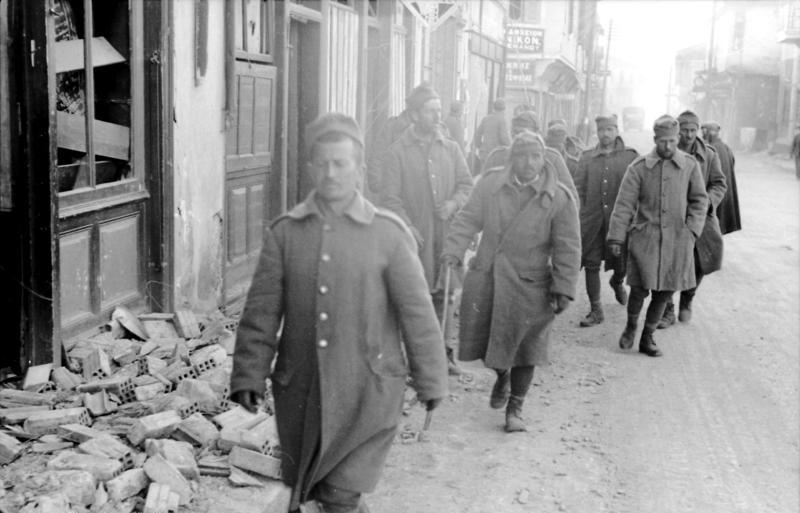
Binh lính Hy Lạp đang rút lui, tháng 4 năm 1941.

Khi quân Đức đã tiến sâu vào lãnh thổ Hy Lạp, Cụm Tập đoàn quân Epirus (ΤΣΗ) của Hy Lạp đóng tại Albania bắt buộc phải rút lui. Tướng Wilson đã mô tả sự miễn cưỡng này là "học thuyết sùng bái không chịu nhường một thước đất nào cho người Ý". Cho đến tận ngày 13 tháng 4, các đơn vị đầu tiên của Hy Lạp mới bắt đầu rút về dãy núi Pindus. Cuộc rút lui của quân Đồng Minh đến Thermopylae đã làm lộ ra một tuyến đường qua dãy núi Pindus mà qua đó quân Đức có thể đánh tập hậu quân Hy Lạp. Một lực lượng SS tinh nhuệ — lữ đoàn Leibstandarte SS Adolf Hitler — đã được giao nhiệm vụ cắt đứt đường rút của Tập đoàn quân Epirus khỏi Albania bằng cách tiến về phía tây đến đèo Metsovo, và từ đó tiến ra Ioannina. Ngày 14 tháng 4, chiến sự ác liệt nổ nổ ra tại đèo Kleisoura, và quân Đức chặn được đường rút của quân Hy Lạp. Cuộc rút lui sau đó mở rộng ra toàn mặt trận Albania, và quân Ý tiến hành truy kích không quyết liệt.
Tướng Papagos thúc các đơn vị Hy Lạp đến con đèo Metsovo, nơi mà dự kiến quân Đức sẽ tấn công. Ngày 18 tháng 4, nổ ra một trận đánh dàn trận giữa vài đơn vị Hy Lạp và lữ đoàn Leibstandarte SS Adolf Hitler — lúc này đã tiến đến Grevena. Quân Hy Lạp thiếu trang bị cần thiết để chiến đấu với một đơn vị cơ giới, đã sớm bị bao vây và đè bẹp. Quân Đức tiếp tục tiến lên và đến ngày 19 tháng 4 đã chiếm được Ioannina, tuyến đường tiếp tế cuối cùng của Tập đoàn quân Epirus. Báo chí phe Đồng Minh đã gọi số phận của đội quân Hy Lạp là một bi kịch Hy Lạp thời hiện đại. Sử gia và cựu phóng viên chiến trường Christopher Buckley đã mô tả số phận của quân Hy Lạp như "một trải nghiệm về sự thanh lọc thực sự của Aristoteles, một ý nghĩa đầy cảm hứng về sự phù phiếm của toàn bộ nỗ lực và lòng can đảm của con người".
Ngày 20 tháng 4, tư lệnh các lực lượng Hy Lạp tại Albania — tướng Georgios Tsolakoglou - nhận ra tình hình vô vọng và đề nghị cho quân đội của mình - tổng cộng có 14 sư đoàn - đầu hàng. Sử gia về Chiến tranh thế giới thứ hai, John Keegan đã viết rằng Tsolakoglou "đã rất kiên quyết ... trong việc ngăn không cho người Ý thỏa mãn với một chiến thắng mà họ không giành được ... ông ta đã mở [một] cuộc đàm phán hoàn toàn chưa được cho phép với viên chỉ huy sư đoàn SS Đức đối đầu mới mình, Sepp Dietrich, để dàn xếp một sự đầu hàng chỉ với người Đức mà thôi." Theo các mệnh lệnh nghiêm ngặt của Hitler, cuộc đàm phán được giữ bí mật đối với người Ý, và sự đầu hàng được chấp thuận. Bị xúc phạm trước quyết định này, Mussolini đã ra lệnh mở cuộc phản công vào các lực lượng Hy Lạp, nhưng đã bị đẩy lùi. Theo kháng nghị cá nhân của Mussolini với Hitler, nghi thức đầu hàng đã được dời đến ngày 23 tháng 4 để cho cả người Ý tham dự. Binh lính Hy Lạp không bị đối xử như tù nhân chiến tranh và được phép trở về nhà sau khi giải giáp khỏi đơn vị, còn các sĩ quan được quyền giữ lại các vũ khí cá nhân của mình.

### Vị trí Thermopylae

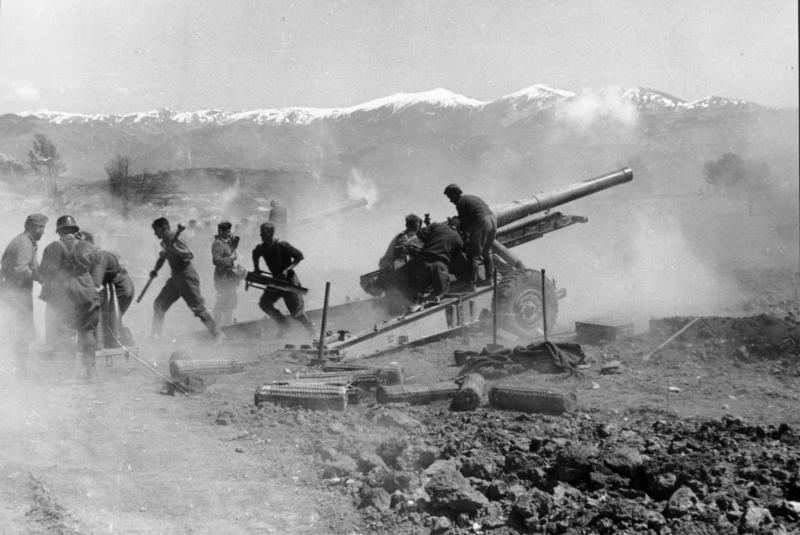
Pháo binh Đức bắn phá trong cuộc tiến quân tại Hy Lạp.

Ngày 16 tháng 4, bộ chỉ huy Đức nhận ra rằng người Anh đang rút quân lên thuyền tại Volos và Piraeus. Toàn bộ chiến dịch liền được chuyển thành một cuộc truy kích. Đối với người Đức, vấn đề chính bây giờ là tiếp cận các lực lượng Anh đang rút lui và chặn đứng kế hoạch sơ tán của họ. Các sư đoàn bộ binh Đức do thiếu tính cơ động nên được ngừng hoạt động. Còn lại các Sư đoàn Thiết giáp 2 và 5, trung đoàn bộ binh cơ giới SS số 1 và các sư đoàn sơn chiến mở cuộc truy kích đuổi theo các lực lượng đối phương.
Để di tản được phần lớn đội quân viễn chinh Anh, Wilson đã ra lệnh cho lực lượng chặn hậu tiến hành cuộc chống cự cuối cùng tại con đèo Thermopylae lịch sử, cửa ngõ để tiến vào Athens. Tướng Freyberg được giao nhiệm vụ phòng ngự phần đèo ven biển, còn Mackay chống giữ ngôi làng Brallos. Sau trận chiến, Mackay đã nói rằng "Tôi không mơ về việc sơ tán; tôi nghĩ rằng chúng ta sẽ cố thủ khoảng hai tuần lễ và bị đánh quỵ bởi gánh nặng về quân số." Khi nhận được lệnh rút lui sáng ngày 23 tháng 4, đã có quyết định rằng mỗi vị trí này sẽ được chống giữ bởi một lữ đoàn. Đó là các lữ đoàn 19 của Úc và 6 của New Zealand, họ sẽ phòng thủ con đèo lâu nhất có thể, để cho các đơn vị khác rút đi. Quân Đức bắt đầu tấn công lúc 11h30 sáng 24 tháng 4, và gặp phải sức kháng cự mãnh liệt, mất 15 xe tăng và chịu thương vong đáng kể. Quân Đồng Minh kháng cự suốt cả ngày; và sau khi nhiệm vụ cầm chân đã hoàn thành, họ rút lui về phía bãi biển sơ tán và tiếp tục tiến hành một hoạt động chặn hậu tại Thebes. Các đơn vị thiết giáp Panzer tung quân truy kích dọc theo con đường băng qua con đèo nhưng tốc độ chậm do đường dốc và số lượng lớn các chỗ rẽ quanh co gồ ghề.

### Quân Đức tiến vào Athens
Wilhelm Keitel
Sau khi rời bỏ khu vực Thermopylae, đội quân chặn hậu của Anh rút về một vị trí ngẫu hứng ở phía nam Thebes, tại đó họ dựng lên một chướng ngại vật cuối cùng phía trước Athens. Tiểu đoàn mô tô thuộc Sư đoàn Thiết giáp số 2, đã vượt biển tiến ra đảo Euboea để đánh chiếm cảng Chalcis và sau đó quay lại đất liền, được giao nhiệm vụ bọc đánh tập hậu quân Anh. Đội quân mô tô chỉ gặp phải sức kháng cự yếu ớt, và đến sáng ngày 27 tháng 4 năm 1941, đội quân Đức đầu tiên đã tiến vào Athens, theo sau là các xe thiết giáp, xe tăng và bộ binh. Họ chiếm được một số lượng lớn còn nguyên vẹn dầu mỏ, dầu máy và dầu bôi trơn, hàng ngàn tấn đạn dược, 10 xe tải chứa đầy đường ăn và 10 xe tải đầy ắp các thực phẩm khác, cùng với nhiều trang thiết bị, vũ khí, và vật tư y tế. Người dân Athens đã biết trước quân Đức sẽ tiến vào thành phố trong nhiều ngày và tự giam mình trong nhà với những cánh cửa sổ đóng kín. Đến đêm, đài phát thanh Athens đã phát đi thông báo sau đây:
| “ | "Các bạn đang nghe đài tiếng nói Hy Lạp. Hy Lạp, đứng vững, tự hào, và tôn quý. Các bạn phải tự chứng minh rằng mình xứng đáng với lịch sử của mình. Sự dũng cảm và chiến thắng của quân đội chúng ta đã được công nhận. Lý tưởng đúng đắn của chúng ta cũng sẽ được công nhận. Chúng ta đã thực hiện nghĩa vụ của mình một cách hết mình. Hỡi các bạn! Với Hy Lạp trong trái tim mình, hãy sống đầy cảm hứng với ngọn lửa chiến thắng mới nhất và vinh quang quân đội chúng ta. Hy Lạp sẽ sống một lần nữa và sẽ vĩ đại, vì nó đã chiến đấu hết mình vì một lý tưởng duy nhất và vì tự do. Các anh em! Với lòng can đảm và kiên nhẫn. Hãy dũng cảm lên. Chúng ta sẽ đạp bằng gian khổ. Hy Lạp! Với Hy Lạp trong tâm trí, các bạn phải tự hào và tôn quý. Chúng ta là một quốc gia trung thực và là những người lính dũng cảm." | ” |
| — | |   |

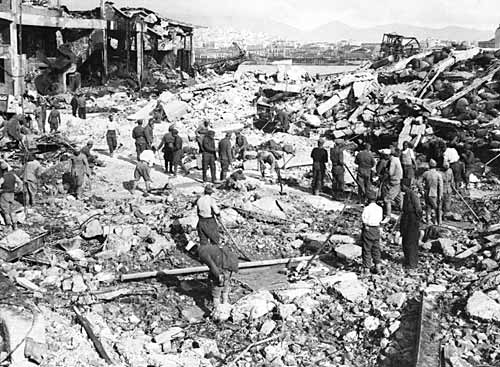
Đám đổ nát do máy bay Đức ném bom tại Piraeus ngày 6 tháng 4 năm 1941 (Đài tưởng niệm Chiến tranh Úc, Canberra). Trong trận ném bom này, một tàu biển chở Nitroglycerin đã bị đánh trúng, gây ra vụ nổ khủng khiếp.

Quân Đức tiến thẳng đến thành thủ Acropolis và treo cờ Quốc xã. Theo ghi chép phổ biến nhất về các sự kiện, người lính Evzones của Hy Lạp làm nhiệm vụ bảo vệ thành là Konstantinos Koukidis đã hạ Quốc kỳ Hy Lạp, từ chối đưa nó cho quân xâm lược đang bao vây anh ta, và nhảy từ trên thành Acropolis xuống. Bất kể câu chuyện này là đúng hay sai, nhiều người Hy Lạp đã tin vào nó và xem người lính đó như một vị Thánh tử đạo.

### Cuộc sơ tán của lực lượng Khối Thịnh vượng chung
Robert Menzies, trích đoạn nhật ký của ông, ngày 27 và 28 tháng 4 năm 1941

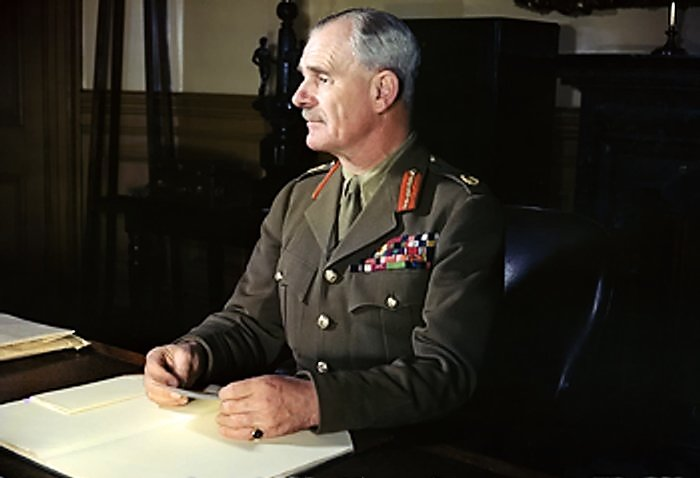
Sáng ngày 15 tháng 4 năm 1941, Wavell đã gửi cho Wilson thông điệp sau đây: "Tất nhiên chúng ta cần phải tiếp tục chiến đấu phối hợp chắt chẽ với Hy Lạp, nhưng từ những tin tức ở đây, có vẻ như việc tiếp tục rút lui sớm là cần thiết."

Tướng Archibald Wavell — tư lệnh các lực lượng lục quân Anh tại Trung Đông, có mặt tại Hy Lạp trong các ngày 11–13 tháng 4 — đã cảnh báo Wilson rằng ông ta không được mong chờ thêm tiếp viện nữa, và cho phép thiếu tướng Freddie de Guingand thảo luận về kế hoạch sơ tán cùng một số sĩ quan chịu trách nhiệm. Tuy nhiên, lúc này người Anh đã không thể thông qua hay thậm chí là đề cập đến một phương án hành động; mà đề nghị phải đến từ chính phủ Hy Lạp. Hôm sau, Papagos có hành động đầu tiên khi ông yêu cầu Wilson cho lực lượng W rút lui. Wilson liền thông báo cho Tổng hành dinh Trung Đông, và đến ngày 17 tháng 4, chuẩn đô đốc H. T. Baillie-Grohman được phái đến Hy Lạp nhằm chuẩn bị cho việc sơ tán. Cũng trong ngày hôm đó Wilson đã vội vã đến Athens để tham dự một hội nghị với Quốc vương Hy Lạp, Papagos, d'Albiac và chuẩn đô đốc Turle. Đến tối, Koryzis, sau khi thông báo với Quốc vương rằng ông cảm thấy mình đã thất bại với nhiệm vụ được giao phó, liền tự sát. Ngày 21 tháng 4, quyết định cuối cùng về việc sơ tán của các lực lượng Khối Thịnh vượng chung đến Crete và Ai Cập được đưa ra, và Wavell — xác nhận các chỉ thị bằng miệng — đã gửi cho Wilson các mệnh lệnh viết tay của mình.
5.200 người, phần lớn thuộc Lữ đoàn New Zealand số 5 đã được sơ tán trong đêm 24 tháng 4 khỏi Porto Rafti thuộc Đông Attica, còn Lữ đoàn New Zealand số 4 ở lại để chặn con đường hẹp dẫn đến Athens, được người New Zealand gọi là Con đèo 24 giờ. Ngày 25 tháng 4 (Ngày ANZAC), vài phi đội RAF rời Hy Lạp (d'Albiac đã thiết lập tổng hành dinh của mình tại Heraklion, Crete), và khoảng 10.200 lính Úc được sơ tán khỏi Nauplion và Megara. Có 2.000 người phải đợi cho đến ngày 27 tháng 4, do chiếc Ulster Prince bị mắc cạn tại vùng nước cạn gần Nauplion. Vì sự kiện này mà quân Đức đã nhận ra rằng cuộc di tản đang được tiến hành tại các cảng ở Đông Peloponnese.
Churchill trả lời về đề xuất của Hy Lạp ngày 17 tháng 4 năm 1941
Hải quân và các thuyền buôn Hy Lap đã đóng một vai trò quan trọng trong cuộc sơ tán các lực lượng Đồng Minh khỏi đất liền, Peloponnesus và đảo Crete, đồng thời cũng chịu nhiều thiệt hại nặng nề. Ít nhất 80% lực lượng Anh được sơ tán từ 8 cảng nhỏ ở phía nam với sự giúp đỡ của Hoàng gia và Hải quân Hy Lạp. 26 tàu, trong đó 21 là của Hy Lạp, đã bị phá hủy vì không kích. Về sau, Hải quân Hy Lạp đã đại diện riêng biệt trong nhiều chiến dịch của Đồng Minh tại Địa Trung Hải.
Ngày 25 tháng 4, quân Đức tổ chức một chiến dịch không vận để đánh chiếm các cây cầu bắc qua kênh đào Corinth, với mục tiêu vừa cắt đứt tuyến rút lui của Anh, vừa đảm bảo đường tiến quân qua eo đất Corinth. Cuộc tấn công thu được thành công ban đầu, cho đến khi một viên đạn pháo lạc của Anh phá hủy cây cầu. Trung đoàn Bộ binh Cơ giới SS số 1 (LSSAH), tập trung tạo Ioannina, đã tiến dọc theo chân núi phía tây dãy Pindus, qua Arta đến Missolonghi, và vượt biển sang Peloponnese tại Patras nhằm tiếp cận eo đất từ phía tây. Khi đến nơi lúc 17h30 ngày 27 tháng 4, các lực lượng SS nhận ra rằng số lính dù đã được các đơn vị lục quân đến từ Athens giải vây.
Tàu chở quân Slamat của Hà Lan thuộc đội hộ tống đã sơ tán khoảng 3.000 quân Anh, Úc và New Zealand khỏi Nafplio thuộc Peloponnese. Khi đội tàu hộ tống tiến xuống phía nam vào vịnh Argolic sáng ngày 27 tháng 4 thì bị 1 phi đoàn 9 máy bay Junkers Ju 87 thuộc Không đoàn 77 (Stukageschwader 77) của Đức tấn công, tàu Slamat bị thương và bốc cháy. Tàu HMS Diamond giải cứu được khoảng 600 người sống sót và HMS Wryneck cũng đến để trợ giúp, nhưng khi 2 tàu khu trục này tiến vào vịnh Souda ở Crete thì lại bị Ju 87 tấn công đánh đắm cả hai. Tổng số người chết trong 3 vụ chìm tàu này là khoảng 1.000. Chỉ còn 27 thủy thủ của Wryneck, 20 thủy thủ của Diamond, 11 thủy thủ và 8 lính sơ tán của Slamat là sống sót.
Việc dựng lên một cây cầu tạm bắc qua kênh Corinth đã giúp các đơn vị thuộc Sư đoàn Thiết giáp 5 có thể tiếp tục truy kích lực lượng đối phương tại Peloponnese. Tràn qua Argos đến Kalamata, nơi hầu hết các đơn vị Đồng Minh bắt đầu sơ tán, họ tiến đến bờ biển phía nam vào ngày 29 tháng 4, và hợp với đội quân SS đang tiến đến từ Pyrgos. Chiến sự trên bán đảo Peloponnese chỉ có vài cuộc giao tranh quy mô nhỏ với các nhóm quân cô lập của Anh không kịp lên tàu. Cuộc tấn công diễn ra quá muộn để có thể cắt đường lui của các lực lượng Anh tại miền trung Hy Lạp, nhưng cũng cô lập được các lữ đoàn 16 và 17 của Úc. Đến 30 tháng 4, cuộc sơ tán khoảng 50.000 binh lính đã kết thúc,[a] nhưng bị Không quân Đức gây tổn thất dữ dội với ít nhất 26 tàu chở đầy quân bị đánh chìm. Quân Đức bắt được khoảng 8.000 người thuộc Khối Thịnh vượng chung (trong đó có 2.000 người Síp và Palestin) và quân Nam Tư tại Kalamata không được sơ tán, đồng thời giải thoát nhiều người Ý trong các trại tù binh.

## Kết quả

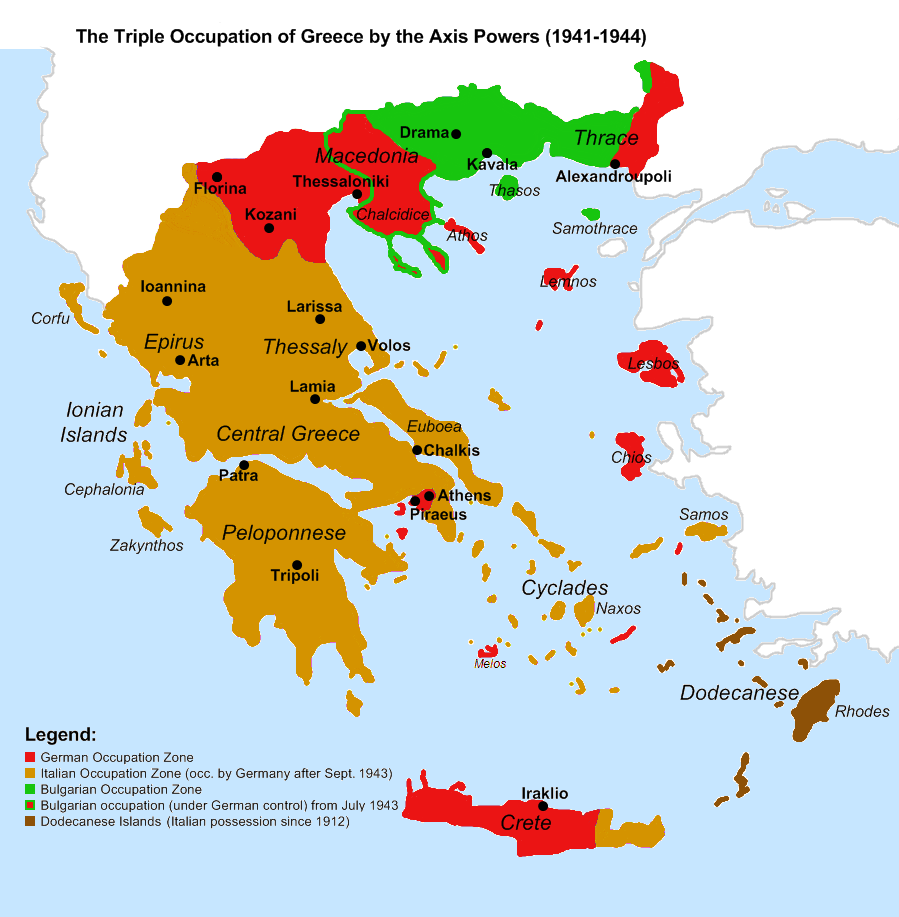
Ý
Đức Bulgaria

### Sự chiếm đóng tay ba
Ngày 13 tháng 4 năm 1941, Hitler ban hành Chỉ thị số 27, làm rõ chính sách chiếm đóng Hy Lạp của ông ta trong tương lai. Tiếp đó, ông đã hoàn tất việc nắm quyền tại khu vực Balkan bằng Chỉ thị số 31 ban hành ngày 9 tháng 6. Phần đất liền Hy Lạp được chia sẻ giữa Đức, Ý và Bulgaria. Các lực lượng Đức chiếm đóng những khu vực có tầm chiến lược quan trọng hơn, cụ thể là Athens, Thessaloniki và Trung Macedonia, cùng nhiều hòn đảo tại biển Aegea, bao gồm cả phần lớn đảo Crete. Họ còn chiếm đóng Florina, nơi mà cả Ý và Bulgaria đều tuyên bố chủ quyền. Cũng trong ngày mà Tsolakoglou tuyên bố đầu hàng, quân đội Bulgaria đã xâm chiếm Thrace, với mục tiêu giành lấy một lối ra biển Aegea tại Tây Thrace và Đông Macedonia. Người Bulgaria chiếm đóng phần lãnh thổ nằm giữa sông Struma và một tuyến ranh giới chạy qua Alexandroupoli và Svilengrad phía tây sông Evros. Phần còn lại của Hy Lạp thuộc về người Ý. Quân Ý bắt đầu chiếm giữ các đảo Ionia và Aegea ngày 28 tháng 4. Tiếp đó, họ lần lượt chiếm đóng Peloponnese ngày 2 tháng 6; Thessaly ngày 8 tháng 6 và phần lớn Attica vào ngày 12 tháng 6.
Cuộc chiếm đóng Hy Lạp — mà trong đó thường dân phải chịu đựng khó khăn gian khổ vô cùng, rất nhiều người bị chết do thiếu thốn và nghèo đói — là một nhiệm vụ khó khăn và tốn kém. Nó dẫn đến sự thành lập của nhiều nhóm kháng chiến quân Hy Lạp, họ đã mở nhiều cuộc tấn công du kích chống lại lực lượng chiếm đóng và thiết lập nên những mạng lưới gián điệp.

### Trận Crete
| Lính dù Đức đổ bộ tại Crete. | Bản đồ cuộc tấn công của Đức tại Crete. |

Ngày 25 tháng 4 năm 1941, Quốc vương George II cùng chính phủ mình đã rời khỏi lục địa Hy Lạp để đến Crete, nơi đó cũng bị các quân đội Đức tấn công vào ngày 20 tháng 5 năm 1941. Quân Đức triển khai lực lượng lính dù thực hiện một chiến dịch không vận quy mô lớn, tấn công vào ba sân bay trên hòn đảo tại Maleme, Rethymno và Heraklion. Sau bảy ngày chiến đấu và kháng cự quyết liệt, các chỉ huy Đồng Minh quyết định rằng tình hình là vô vọng, và ra lệnh rút quân khỏi Sfakia. Đến 1 tháng 6 năm 1941, cuộc sơ tán khỏi Crete được hoàn thành và hòn đảo hoàn toàn rơi vào tay người Đức. Trước tình trạng thương vong nặng nề của Sư đoàn Lính dù số 7 tinh nhuệ, Hitler đã cấm mọi hoạt động không vận tiến hành trong tương lai. Tướng Kurt Student đã gọi Crete là "mồ chôn lính dù Đức" và là một "chiến thắng thảm họa". Trong đêm 24 tháng 5, George II và chính phủ Hy Lạp đã được sơ tán khỏi Crete để đến Ai Cập.

## Nhận định
Chiến dịch tại Hy Lạp kết thúc với chiến thắng hoàn toàn của Đức. Người Anh không có các nguồn lực quân sự cần thiết tại Trung Đông để có thể tiến hành cùng lúc hai chiến dịch quy mô lớn tại Bắc Phi và Balkan. Ngoài ra, ngay cả khi có thể ngăn chặn được cuộc tiến công của Đức vào Hy Lạp, họ vẫn không thể tận dụng được tình thế bằng một chiến dịch phản công qua Balkan. Quân Anh chỉ có thể giữ được đảo Crete và có thể cả một số hòn đảo khác làm căn cứ không quân có giá trị rất quan trọng để yểm trợ cho các hoạt động hải quân phía đông Địa Trung Hải.
Trong nhiều nguyên nhân cho chiến thắng hoàn toàn của Đức tại Hy Lạp, những nhân tố sau đây đóng vai trò quan trọng nhất:
1. Ưu thế áp đảo của Đức về lực lượng trên bộ và trang bị;[129][130]
2. Quyền kiểm soát trên không của Đức cộng với sự bất lực của Hy Lạp trong việc cung cấp các sân bay cho Không quân Hoàng gia Anh;[129]
3. Sự yếu kém của đội quân viễn chinh Anh, do lực lượng hiện có thể huy động của Anh quá ít;[131]
4. Tình trạng yếu kém của quân đội Hy Lạp và sự thiếu thốn các trang thiết bị hiện đại;[132]
5. Tình trạng các bến cảng, đường bộ và đường xe lửa không phù hợp;[130]
6. Không có một bộ chỉ huy thống nhất và thiếu phối hợp giữa các lực lượng Anh, Hy Lạp và Nam Tư;[132]
7. Thái độ trung lập tuyệt đối của Thổ Nhĩ Kỳ;[132]
8. Sự suy sụp quá nhanh của cuộc kháng chiến tại Nam Tư.[132]

Sau thất bại của Đồng Minh, quyết định điều quân đến Hy Lạp đã gặp phải những chỉ trích gay gắt tại Anh. Alan Brooke, Tổng Tham mưu trưởng Đế quốc Anh trong Chiến tranh thế giới thứ hai, xem cuộc can thiệp tại Hy Lạp là "một sự ngớ ngẩn rõ rệt về chiến lược", vì nó đã lấy đi của tướng Wavell những nguồn lực cần thiết để hoàn thành cuộc chinh phục Libya thuộc Ý, hay chống trả cuộc tấn công của Quân đoàn châu Phi của tướng Erwin Rommel trong tháng 3. Do đó nó đã làm kéo dài thời gian của Mặt trận Bắc Phi, vốn đã có thể kết thúc thắng lợi ngay trong năm 1941.
Năm 1947, Freddie de Guingand đã yêu cầu chính phủ Anh thừa nhận những sai lầm đã gây ra khi thực hiện chiến lược tại Hy Lạp. Trái lại, Buckley đã lập luận rằng nếu nước Anh không tôn trọng cam kết năm 1939 là bảo vệ nền độc lập của Hy Lạp, thì đó sẽ là một đòn mạnh giáng vào uy tín của nó trong cuộc chiến chống lại Đức Quốc xã. Theo giáo sư lịch sử Heinz Richter, Churchill đã cố gắng thông qua chiến dịch ở Hy Lạp để gây tác động đến áp lực chính trị tại Hoa Kỳ, và ông kiên quyết thực thi chiến lược này ngay cả sau thất bại. Theo John Keegan, "chiến dịch Hy Lạp là một cuộc chiến tranh quý tộc lỗi thời, với những cam kết được cho và nhận bởi những đối thủ dũng cảm ở mỗi bên", và các lực lượng Hy Lạp và Đồng Minh, bị áp đảo nghiêm trọng về quân số, "đã có cảm nhận chính xác là được chiến đấu một cuộc chiến tuyệt vời."
Freyberg và Blamey cũng đã thực sự nghi ngờ về tính khả thi của chiến dịch này, nhưng đã không thể khuyên chính phủ mình bởi điều kiện hạn chế và sự e dè của chính họ. Chiến dịch cũng gây ra bất bình ở Úc, khi dư luận biết rằng tướng Blamey, khi nhận được cảnh báo đầu tiến về việc chuyển quân đến Hy Lạp trong ngày 18 tháng 2 năm 1941, đã tỏ ra lo ngại nhưng không báo cho chính phủ Úc. Tướng Wavell đã nói với ông rằng là Thủ tướng Úc Robert Menzies đã đồng ý với kế hoạch này. Thực ra, đề xuất này đã được chấp nhận trong cuộc họp của Nội các Chiến tranh tại London mà Menzies có tham dự, nhưng vị thủ tướng Úc đã được Churchill báo là cả Freyberg lẫn Blamey đều chấp nhận cuộc viễn chinh. Ngày 5 tháng 3, trong một lá thư gửi Menzies, Blamey đã viết rằng "rõ ràng, kế hoạch này là điều mà tôi lo sợ: việc chuyển quân rời rạc đến châu Âu", và đến hôm sau, ông gọi chiến dịch này là "mạo hiểm nhất". Tuy nhiên, vì nghĩ rằng ông ta đã đồng ý nên chính phủ Úc đã đưa Lực lượng Đế quốc Úc tham gia chiến dịch Hy Lạp.
Năm 1942, các thành viên của Quốc hội Anh đã miêu tả chiến dịch tại Hy Lạp như là một "quyết định chính trị cảm tính". Anthony Eden đã bác bỏ những chỉ trích này và lập luận rằng quyết định của chính phủ Anh đã được nhất trí, và khẳng định Trận Hy Lạp đã làm hoãn cuộc tấn công của phe Trục vào Liên Xô. Đây là một lập luận mà nhiều sử gia như Keegan cũng dùng để chứng minh rằng cuộc kháng cự của Hy Lạp có thể coi là một bước ngoặt của Chiến tranh thế giới thứ hai. Theo nhà làm phim và bạn của Adolf Hitler là Leni Riefenstahl, Hitler đã nói rằng "nếu người Ý không tấn công Hy Lạp và cần đến sự giúp đỡ của chúng tôi, thì chiến tranh đã diễn ra theo một diễn biến khác. Chúng tôi có thể đến trước cái lạnh của nước Nga nhiều tuần lễ và chinh phục được Leningrad và Moscow. Sẽ không có Stalingrad". Mặc dù bảo lưu quan điểm của mình nhưng Brooke dường như cũng thừa nhận rằng việc bắt đầu chiến dịch tấn công Liên Xô thực tế đã bị trì hoãn bởi chiến dịch Balkan. John N. Bradley và Thomas B. Buell kết luận rằng "mặc dù không có phân đoạn nào của chiến dịch Balkan buộc Đức phải hoãn chiến dịch Barbarossa, nhưng rõ ràng là toàn bộ chiến dịch này đã khiến họ phải chờ đợi." Ngược lại, Richter đã gọi lý lẽ của Eden là một hành động "xuyên tạc lịch sử". Basil Liddell Hart và de Guingand khẳng định rằng, cho dù Chiến dịch Marita có gây cản trở cho cuộc tấn công của phe Trục vào Liên Xô đi nữa thì nó cũng không đủ để bào chữa cho quyết định của chính phủ Anh, vì đó không phải là mục tiêu chiến lược ban đầu của họ. Năm 1952, Phân bộ Lịch sử của Văn phòng Nội các Anh (Historical Branch of the UK Cabinet Office) đã kết luận rằng chiến dịch Balkan không gây ảnh hưởng đến việc tiến hành Chiến dịch Barbarossa. Theo Robert Kirchubel, "nguyên nhân chính của việc hoãn ngày bắt đầu Barbarossa từ 15 tháng 5 sang 22 tháng 6 là do công tác chuẩn bị hậu cần không đầy đủ, và mùa đông trước đó mưa gió bất thường làm cho sông suối ngập nước lũ đến tận cuối mùa xuân."

## Tôn vinh kháng chiến Hy Lạp
Trong một bài diễn văn đọc tại Tòa nhà Quốc hội Đức Reichstag năm 1941, Hitler đã tỏ lòng ngưỡng mộ của mình đối với cuộc kháng chiến của Hy Lạp,[h] và nói về chiến dịch: "Sự công bằng lịch sử buộc tôi phải tuyên bố rằng đối thủ đã chống lại chúng ta, những người lính Hy Lạp đã chiến đấu ác liệt với lòng dũng cảm mạnh mẽ nhất. Họ chỉ chịu đầu hàng khi cuộc kháng cự trở nên vô vọng và vô ích". Führer cũng đã ra lệnh phóng thích và cho hồi hương toàn bộ tù binh Hy Lạp ngay sau khi bị giải giáp vũ khí, "vì những chịu đựng dũng cảm của họ". Theo tham mưu trưởng của Hitler, Thống chế Wilhelm Keitel, thì Führer "muốn mang lại cho người Hy Lạp một cách giải quyết trong danh dự để công nhận cuộc chiến đấu dũng cảm và sự vô tội của họ trong cuộc chiến này: xét cho cùng thì là người Ý đã bắt đầu trước."[i] Ấn tượng trước cuộc kháng chiến của Hy Lạp trong cuộc xâm lược của Ý và Đức, Churchill đã nói rằng: "Kể từ đây chúng ta sẽ không nói rằng người Hy Lạp chiến đấu như những anh hùng, mà là những người anh hùng chiến đấu giống như người Hy Lạp". Đáp lại lá thư của quốc vương George VI viết ngày 3 tháng 12 năm 1940, Tổng thống Hoa Kỳ Franklin D. Roosevelt đã tuyên bố "toàn thể loài người tự do bị ấn tượng sâu sắc trước lòng dũng cảm và kiên định của quốc gia Hy Lạp",[k] và trong một lá thư gửi đại sứ Hy Lạp đề ngày 29 tháng 10 năm 1942, ông đã viết "Hy Lạp đã làm nên một tấm gương mà tất cả mọi người chúng ta phải noi theo cho đến khi những kẻ cướp đoạt tự do ở nơi khắp nơi nhận được sự phán quyết công bằng đối với chúng".